# 하미드 소리안
하미드 소리안 레이한푸르(페르시아어: حمید سوریان ریحان‌پور, Hamid Sourian Reihanpour, 1985년 8월 24일~)는 이란의 레슬링 선수이다. 2012년 하계 올림픽 그레코로만형 밴텀급에서 금메달을 획득했으며, 세계 선수권 대회에서 6회 우승을 차지했다.